# 大橋巨泉インビテーション
大橋巨泉インビテーション（おおはしきょせんインビテーション）は、日本プロゴルフ協会、日本女子プロゴルフ協会後援のエキシビション競技として1977年から1993年にかけて行われた大会である。

## 概要
同大会はタレントでゴルフ愛好家としても知られる大橋巨泉を大会会長として、男女のプロゴルファー、一般のアマチュアのほか、芸能人、財界人、文化人らが多数出場した。
後年は毎日放送が後援に加わり、MBSテレビ製作の全国ネットでテレビ放送が行われた。これは、TBSのプロデューサーで巨泉と親交が深かった居作昌果が、巨泉司会によるMBS制作番組『世界まるごとHOWマッチ』をゴールデンタイムの20時からの放送に繰り上げようとした際、巨泉が「番組の制約が生じるので、できれば俺以外で司会してくれ」と拒絶したが、番組のゴールデンタイム放送に際して、当大会にMBSが後援することを条件とすることを盛り込んだとされる。

## 大会の歴史
- 1977年[2]　3月31日　横浜カントリークラブ　この年のみフィリップス協賛
- 1978年[3]　3月24日　会場同　この年より1980年までアサヒ玩具協賛
- 1979年[4]　4月4日　会場同
- 1980年[5]　4月18日　会場同
- 1981年[6]　3月12日　サザンクロスカントリークラブ　この年のみハウス食品工業協賛
- 1982年[7]　5月17日　横浜カントリークラブ　この年のみ再びアサヒ玩具協賛　大会名を「大橋巨泉招待」に改める
- 1983年[8]　5月16日　会場同　この年のみ再びハウス食品工業協賛
- 1984年[9]　12月11日　会場同　この年のみ朝日麦酒（アサヒビール）協賛　大会名を「大橋巨泉ゴルフトーナメント」に改める
- 1985年[10] 12月10日　会場同　この年はノースポンサー
- 1986年　中止
- 1987年[11]　1月7・8日　アメリカ合衆国・ハワイ州ワイレアカントリークラブ　この年より再び朝日麦酒協賛　かつこの年より2日間トーナメント
- 1988年[12]　2月15・16日　会場同
- 1989年[13]　1月30・31日　会場同
- 1990年[14]　2月12・13日　会場同
- 1991年[15]　2月11・12日　会場同
- 1992年[16]　2月14・15日　会場同
- 1993年[17]　2月12・13日　会場同　この回をもって廃止